# فالكو إكسبلورر
منظومة الطائرات فالكو إكسبلورر (بالإنجليزية: Falco Xplorer)‏ هي فئة من الطائرات غير المأهولة الموجهة عن بعد (درونات). قامت شركة ليوناردو الإيطالية بتطويرها، ودعمها بأجهزة استشعار متعددة، وذلك كحل لأعمال المراقبة الإستراتيجية المستمرة. كما تسوقها الشركة باعتبارها درونات تمثل نظاماً جديداً متطوراً قادراً على تزويد العملاء بقدرات استخبارات ومراقبة واستطلاع قابلة للتنفيذ.
يتضمن تكوين النظام النموذجي لفالكو إكسبلورر، من طائرتين (درونين)، ومحطة تحكم أرضية متصلة بمحطة بيانات أرضية، علاوة على معدات دعم أرضي.

## التصميم والتطوير
تم الكشف عن فالكو إكسبلورر لأول مرة في معرض باريس الجوي للعام 2019. وقد تم تصميم الدرون -متعدد أجهزة الاستشعار- لتقديم مراقبة إستراتيجية مستمرة، لكلاً من العملاء العسكريين والمدنيين. يمكن الاستحواذ عليها كنظام متكامل أو كخدمة تفوق معلوماتي مدارة بالكامل بواسطة ليوناردو.

ويهدف النظام إلى تلبية متطلبات الاستخدام المزدوج، حيث يوفر المراقبة المحلية المستمرة على مدار الساعة طوال أيام الأسبوع، والتي تغطي مجموعة واسعة من المهام وتكمل الأدوار العسكرية النموذجية بالمهام الحكومية.

وقد كان لاختيار الأمم المتحدة ووكالة الحدود وخفر السواحل الأوروبية للنسخ السابقة من فالكو، أثر كبير على تصميم فالكو إكسبلورر، وذلك بالبناء على التعليقات الواردة من هؤلاء وغيرهم من عملاء فالكو. حيث تمتاز المنصة بمجموعة مستشعرات قوية، تشمل رادار المراقبة متعدد الأوضاع جابيانو Gabbiano T-80 الخاص بشركة ليوناردو، ومنظومة الاستخبارات الإلكترونية SAGE، ونظام تحديد تلقائي للمهام البحرية، وبرج استشعار كهرو/بصري (EO). وسيسمح مستشعر فائق الطيف الاختياري لفالكو إكسبلورر بمراقبة التلوث والتنمية الزراعية. كما تسمح إمكانية الربط بالقمر الصناعي بعمليات تتجاوز خط البصر، بينما تعني بنية النظام المفتوحة أنه يمكن دمج مستشعرات من قبل طرف ثالث بسهولة.

ويتميز هيكل درون فالكو إكسبلورر بقسم أنف أكبر قليلاً مع رادوم متسع فوق هوائي الأقمار الصناعية (قبة الرادار) لعمليات خلف خط البصر BLOS. كما يمتاز أيضاً بجناح مرتفع، ومجموعة الذيل على شكل حرف (V)، مع محرك روتاكس للوقود الثقيل. ويعتبر الهيكل السفلي مرتفعًا بدرجة كافية للسماح بتركيب مستشعرات متعددة الأطياف مثبتة على الأنف، ورادار للمراقبة أسفل البطن.

### المواصفات الفنية
بأقصى وزن للإقلاع يبلغ 1.3 طن، وسقف تشغيلي يزيد عن 30000 قدم، تعد فالكو إكسبلورر خياراً ميسور التكلفة وفعالاً لقدرات الاستخبارات والمراقبة والاستطلاع ISR.

ومن بعض المواصفات الفنية لدرونات الفئة فالكو إكسبلورر، التالي:
| الأبعاد                                                                                  | الأداء                                                                        | أجهزة الاستشعار                                                                                              |
| ---------------------------------------------------------------------------------------- | ----------------------------------------------------------------------------- | --- |

رادار ومستشعرات فالكو إكسبلورر من منتجات ليوناردو

| - الطول: 9 متر - باع الجناحين: 18.5 متر - الارتفاع: 3.8 متر - أقصى وزن للإقلاع: 1300 كجم | - التحمل: يفوق 24 ساعة - أقصى حمولة: تزيد عن 350 كجم - سقف التشغيل: 30000 قدم | - رادار الفتحة التركيبية SAR متعدد الوظائف. - برج مستشعرات كهرو/بصرية E/O - مجموعة استخبارات الإشارات SIGINT |

### الرادار
تم اختيار الرادار جابيانو تي-80 ليدمج على منصة فالكو إكسبلورر لما تمتاز به عائلة الرادارات جابيانو من خصائص النمطية العالية، والمرونة، إلى جانب انخفاض الوزن واستهلاك الطاقة. وهذه الخصائص تجعلها مثالية للمنصات ذات الأجنحة الثابتة والدوارة، المأهولة منها وغير المأهولة.

### منظومة الدعم الإلكتروني SAGE
منظومة SAGE للدعم والاستخبارات الإلكترونية، هي منظومة رقمية مخصصة لمهام الاستخبارات والمراقبة والاستطلاع، وتقوم منظومة SAGE بتحليل الطيف الكهرومغناطيسي عبر النطاقات البرية والبحرية والجوية من أجل تحديد مصدر الانبعاثات النشطة. وباستخدام هوائيات تحديد الاتجاه عالية الدقة، تبني المنظومة المواقع المستهدفة وتوفر وعياً ظرفياً، وتحذيرًا مسبقاً من التهديدات، والقدرة على التلميح لأجهزة الاستشعار الأخرى. وتلغي المنظومة الحاجة إلى منصات تدبير الدعم الإلكتروني المتخصصة، مما يعمل على تقليل التكلفة.

## التصدير
صناعة فالكو إكسبلورر لاتخضع لقيود لوائح التجارة الدولية في الأسلحة (ITAR)، وتفي بمعايير نظام التحكم في تكنولوجيا الصواريخ (MTCR) من الفئة الثانية، وعليه فإن درونات الفئة قابلة للتصدير بسهولة لجميع أنحاء العالم. وقد صرح رئيس مجلس إدارة ليوناردو -في وقت سابق بالعام 2019- أنه يعتقد أن فالكو إكسبلورر سيتداخل مع درون بريداتور من الفئة A، وسيكون بمثابة منتجاً جديداً لعملاء بريداتور.

## تأخير في البرنامج
عانى القائمون على برنامج فالكو إكسبلورر من عدم حصول الدرون على شهادة عسكرية، والتي يُعتقد أنه لن يتم التحصل عليه قبل العام 2022، أي بعد أكثر من عامين كاملين مما كان مخططاً له في الأصل، وذلك بسبب تعقيدات اختبارات الطيران الناجمة عن جائحة كوفيد-19.

## روابط خارجية
- فالكو إكسبلورر من حساب شركة ليوناردو على يوتيوب